# Guy Dejouany
Guy Dejouany, né le 15 décembre 1920 à Paris, où il est mort le 14 novembre 2011,, est un dirigeant d'entreprise français, président de la Compagnie générale des eaux de 1976 à 1996 et l'un des dirigeants les plus emblématiques de la France des trois dernières décennies du XXe siècle.

## Biographie

### Enfance et formation
Guy Dejouany est né à Paris le 15 décembre 1920. Fils unique d'André et de Jeanne (née Imbart) Dejouany. Son père fut fonctionnaire dans l'administration française, notamment coloniale: Algérie, Madagascar, Sénégal furent les principales affectations de sa carrière où il fut notamment Trésorier Payeur Général. Sa mère était femme au foyer.
Il suit sa scolarité à Paris aux lycées Fénelon et Condorcet. Diplômé de l'École Polytechnique (X1940) et de l'École nationale des ponts et chaussées (promotion 1945). Il sert dans le Corps des Ponts à Metz (1945-1949), puis à Paris (1949-1950), à la suite de quoi il est recruté à la Générale des Eaux.
Après en avoir été successivement directeur général adjoint en 1965, directeur général en 1972, il prend la succession de Georges Huvelin à la tête de la Compagnie générale des Eaux en 1976 dont il restera le huitième président-directeur général jusqu'en 1996.

### Présidence de la Compagnie générale des eaux (CGE)
D'une société à caractère essentiellement national et centrée sur son métier d'origine, l'eau, il crée un conglomérat international. Au cours de son mandat marqué par de nombreuses acquisitions, il multiplie le chiffre d'affaires du groupe par cinq et en fait le leader mondial des services aux collectivités.
Guy Dejouany empêche à l'été 1983 la prise de participation de Saint-Gobain à hauteur de 30% dans la Générale des eaux. À l'issue d'une bataille boursière et politique, la Générale des eaux conserve son autonomie. Il s'ensuivra une participation croisée entre les deux groupes qui aboutira à une stratégie de création d'un noyau dur d'actionnaire, défense organisée pour résister aux OPA hostiles.
La fin de cet épisode marque le début d'une nouvelle phase d'expansion et de création de nouveaux métiers.
Successivement, la Compagnie met un pied dans l'audiovisuel avec Havas en créant la chaîne de télévision Canal+ en 1984, puis crée SFR, premier opérateur privé français de téléphonie, en 1986. La Compagnie générale d'images étend son périmètre pendant que le groupe participe à l'introduction et à la diffusion du câble en France.
La branche de génie civil et de construction se développe au travers principalement des sociétés Campenon Bernard et SGE (Société Générale d'Entreprises rachetée à Saint-Gobain). Le secteur de l'immobilier se développe, notamment au quartier de la Défense, via les sociétés SARI SEERI. La Compagnie générale d'immobilier et de services (futur Nexity) poursuit son expansion via des rachats successifs (Georges V immobilier, Immobilière Phénix, Catherine Mamet).
Parallèlement, de nouveaux métiers sont explorés et conquis : collecte et traitement de déchets, transport de voyageurs (Compagnie générale d'entreprises automobiles). Des métiers complémentaires sont renforcés: le chauffage urbain, la production de chaleur et d’électricité. Des nouveaux services associés se développent (gardiennage, espaces verts, désinfection, parcs de stationnement, restauration collective). D'autres métiers voient le jour comme la Compagnie générale de santé, devenue rapidement leader de l'hospitalisation privée en France.
Au milieu des années 1990, la Compagnie est l'une des plus grandes consolidations d'entreprises au monde avec plus de 2300 sociétés intégrées. Son développement en volume et en ambition ne trouve à l'époque d'équivalent qu'aux États-Unis, avec General Electric. Les restructurations à l'américaine en moins.
Guy Dejouany a fortement marqué de son empreinte l'histoire de ce groupe et sa culture d'entreprise, basée sur la discrétion, le travail et l'esprit de conquête; au point d'être surnommé le Sphinx ou bien encore le Duc d'Anjou (le siège de la CGE se trouvant au 52 rue d'Anjou à Paris).[réf. nécessaire] Guy Dejouany était au centre de réseaux de pouvoir puissants relayés par de nombreux mandats d'administrateur dans les conseils d'administration des principaux groupes français.
La fin de son règne a été entachée par les affaires politico-financières dont celle du marché de l'eau de La Réunion.
De l'ère Dejouany et à la suite de la modernisation opérée par son successeur, Jean-Marie Messier, il subsiste aujourd'hui plusieurs leaders mondiaux reconnus dans leurs domaines respectifs : Vinci, Veolia Environnement, Vivendi.

### Famille
Guy Dejouany a eu trois enfants, Capucine, Melchior et Gonzague, nés de son union avec Véronique Honoré, décédée en 1985.

## Décorations
- Commandeur de l'ordre national de la Légion d'honneur
- Commandeur de l'ordre de Saint-Charles.
- Décoré de l'ordre de Léopold.

## Sources
- Le Seigneur des Réseaux ; De la Compagnie Générale des Eaux à Veolia : 20 ans de présidence, Louis Guinde, Descartes et Cie, juillet 2013
- Compagnie Générale des Eaux, Patrick de Gmeline. Éditions de Venise
- Veolia environnement. 150 ans d'histoire, Éditions Cercle d'art
- Documents et publications internes de Veolia Environnement, de Vinci et de Vivendi